# Johann Friedrich Schober
Johann Friedrich Schober (* März 1648; † 1731 in Nürnberg) war Jurist und Syndikus des Ritterkantons Steigerwald.

## Leben und Wirken
Johann Friedrich Schober wurde im März 1648 geboren. Da er am 6. März 1648 in Mainbernheim getauft wurde, ist es wahrscheinlich, dass Schober auch dort zur Welt kam. Die Familie gehörte zur Oberschicht der Gemeinde, die damals Teil der Markgrafschaft Brandenburg-Ansbach war. Der Vater war 45 Jahre lang Ratsschreiber in der Stadt und saß auch als Senior im Rat Mainbernheims. Die Familie war lutherisch und hatte mit dem Großvater einen Mainbernheimer Stadtpfarrer und Dekan hervorgebracht.
Schober studierte, vielleicht an der Universität Tübingen, Rechtswissenschaften und promovierte schließlich, wohl 1677, zum Doktor beider Rechte. Besonders hervorgehoben werden in den Quellen, die über ihn berichten, dass Schober insgesamt acht Fremdsprachen beherrschte. Er wirkte vor allem als juristischer Vertreter (sogenannter Syndikus) der Rittergeschlechter, die im Ritterkanton Steigerwald organisiert waren. Damit war er wichtigster Interessenvertreter der Ritterschaft gegenüber anderen Reichsständen. Als solcher trat er vor allem als Verfasser mehrerer Deduktionen hervor. 
Für seine Arbeit erhielt Schober von vielen Seiten Anerkennung. So wurde er zum Kaiserlichen Hofrat ernannt und schließlich mit dem Titel eines Hof- und Pfalzgrafen ausgezeichnet. Neben seiner Tätigkeit für die Ritterschaft trat Schober, der vor allem in der Region um Nürnberg nachweisbar ist, als Förderer der Spiegelindustrie in Fürth auf. Er war dreimal verheiratet: Zunächst ehelichte er Anna Barbara, geborene Staden, nach deren Tod nahm er Susanna Maria, geborene Henz zur Frau, ehe er nach deren Tod Susanna Helena, geborene Gruber, heiratete. Johann Friedrich Schober starb im Jahr 1731 in Nürnberg.
Schober erhielt von juristischen Kollegen mehrere Lobgedichte dediziert. Folgende Werke wurden dem Juristen gewidmet: Votivus Applausus, In Honores Doctorales Nobil, Amplissimi Ac Consultissimi, Dn. Joh. Friderici Schoberi, Illustris Ordinis Equestris per Franciam Orientalem..., Lobschallender Glücks-Ruff. Als dem WohlEdlen, Vöst- und Hochgelehrten Herrn Johann Friedrich Schober, berühmten JCto... und Viro Nobilissimo, Amplissimo Consvltissimoqve, Domino Joh. Friderico Schobero, Illustris Ordinis Equestris per Franciam Orientalem Consiliario, De Honoribus Doctoralibus Tvbingae....

## Werke (Auswahl)
- De magis dilecto. o. O. 1677. Das Werk wurde in der Folge mehrfach kommentiert. Unter anderem von Wolfgang Adam Lauterbach.